# Willows (Kalifornien)
Willows ist eine Stadt (City) im Bundesstaat Kalifornien in den Vereinigten Staaten. Sie liegt im Glenn County und bildet gleichzeitig dessen County Seat. Bei der Volkszählung 2020 hatte Willows 6293 Einwohner.

## Geographie
Die Stadt liegt im Sacramento Valley in der nördlichen Mitte Kaliforniens. Im Westen liegt der nördliche Teil des Kalifornischen Küstengebirges und im Osten befindet sich der Nordteil der Sierra Nevada. Die Stadt Redding befindet sich circa 118 km nördlich und die kalifornische Hauptstadt Sacramento befindet sich ungefähr 121 Kilometer südöstlich. Etwa 7 Meilen (11,265 km) südlich der Stadt befindet sich das Naturschutzgebiet Sacramento National Wildlife Refuge.

## Verkehr
Willows liegt an der in Nord-Süd-Richtung verlaufenden, über 2200 km langen Interstate 5. In West-Ost-Richtung wird die Stadt von der California State Route 162 durchlaufen. Westlich des Stadtgebiets liegt der Flughafen Willows-Glenn County Airport.

## Demographie
Bei der Volkszählung im Jahr 2020 wurden 6293 Einwohner gezählt. Diese verteilten sich auf 2245 Haushalte mit einem mittleren Einkommen von 48.140 US-Dollar. Dabei hatten 16,3 % der Einwohner mindestens einen Bachelor-Abschluss. Der Anteil von Menschen, die unter der Armutsgrenze leben, betrug mit 18,8 % fast ein Fünftel.